# Tsat
Pour les articles homonymes, voir huq.
Le tsat (ou utsat, utset, huihui, hui, ou cham de Hainan), en chinois 回輝話, est une langue parlée sur l'île de Hainan en Chine par les Utsul. Le tsat fait partie du groupe malayo-polynésien de la famille des langues austronésiennes et est apparenté au cham parlé au Viêt Nam.
Fait inhabituel pour une langue malayo-polynésienne, le tsat a évolué en une langue tonale, probablement conséquence d'un effet linguistique de contact avec le chinois, le hlai (langue tai-kadai) et d'autres langues tonales de Hainan.
Les Tsat sont officiellement comptés par les autorités chinoises dans la nationalité musulmane des Hui.